# Ryota Oshima
Ryota Oshima (Shizuoka, 23 de janeiro de 1993) é um futebolista japonês que atua como meia no Kawasaki Frontale.

## Carreira
Oshima começou a carreira no Kawasaki Frontale.

## Seleção
Ryota Oshima fará parte do elenco da Seleção Japonesa de Futebol nas Olimpíadas de 2016, e da Copa do Mundo de 2018.

## Títulos
Kawasaki Frontale
- Campeonato Japonês: 2017, 2018